# Paul Henderson (Basketballspieler)
Paul Henderson (* 23. Mai 1956) ist ein ehemaliger US-amerikanisch-französischer Basketballspieler.

## Laufbahn
Der aus dem US-Bundesstaat Kalifornien stammende, zwei Meter messende Flügelspieler gehörte der Hochschulmannschaft des Butte College an, ehe er 1976 an die University of Southern California (USC) wechselte. Für USC bestritt Henderson im Spieljahr 1976/77 26 Spiele (11,8 Punkte, 7 Rebounds/Spiel).
Von 1979 bis 1991 stand Henderson beim französischen Erstligisten EB Orthez unter Vertrag. 1986 und 1987 wurde er mit Orthez unter Trainer George Fisher französischer Meister. Henderson erzielte in der Meisterschaftssaison 1985/86 13 Punkte im Schnitt und 1986/87 13,9. Insbesondere in seiner Anfangszeit in Orthez hatte der US-Amerikaner, der im Laufe seiner Karriere eine Französin heiratete und die französische Staatsbürgerschaft erhielt, als herausragender Korbschütze überzeugt: In der Saison 1980/81 war Henderson mit 27,2 Punkten je Begegnung bester Korbschütze der Liga. 1984 gewann er mit Orthez den Europapokal Korać-Cup, im Endspiel gegen Roter Stern Belgrad erzielte er 20 Punkte. In der Halbfinalrunde des Europapokals der Landesmeister scheiterte er mit der Mannschaft im Frühjahr 1987 als Dritter knapp am Sprung ins Endspiel. Als er die Mannschaft 1991 verließ, tat er dies als der beste Korbschütze der Vereinsgeschichte.
Zwischen 1991 und 1993 ließ Henderson seine Profilaufbahn beim Erstligisten Montpellier ausklingen. Nach seinem Karriereende war er bis Sommer 2012 Assistenztrainer bei Élan Béarnais Pau-Lacq-Orthez. Er klagte gegen seine Entlassung, der Verein wurde 2014 von einem Arbeitsgericht zu einer Strafzahlung in Höhe von 37 500 Euro an Henderson verurteilt.